# イェグディエル

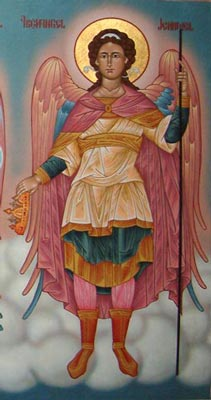
イェグディエルを描いたロシアのイコン

イェグディエル（Jegudiel）、イフディエル（Jhudiel）あるいは イェフディエル（Jehudiel、ヘブライ語：יהודיאל、Yehudiel「神の賛美」）は正教会の伝統における七大天使の一人である。イコン図像において彼はしばしば冠を掴み、三つの革紐のついた鞭を持った姿で描かれる。イェグディエルは何らかの分野で努力し働く全ての人々の擁護者であり、彼が掴んだ冠は成功した霊的勤労への報酬を象徴している。彼に従属する天使達とともに、彼は神の栄光のための責務のうちの立場ではたらく全ての者の助言者であり守護者である。そうした存在として王、判事、その他リーダーの立場の人々に頼られる。
イェグディエルはまた神の慈悲深い愛の運び手として、金曜日の天使として知られている。異なったカトリック教会の体系では、七大天使の一人で、それぞれの特定の曜日とアトリビュート（持物）を持つ天使とペアであるとみなされている。イェグディエルは通常、燃える心臓か聖心を手に持った姿で描写される。

## 参照
1. ↑  Hymn of Praise: The Archangels
2. ↑  The Rational Heavenly Powers
3. ↑  The heavenly host and our modern life